# 佛教葉紀南紀念中學

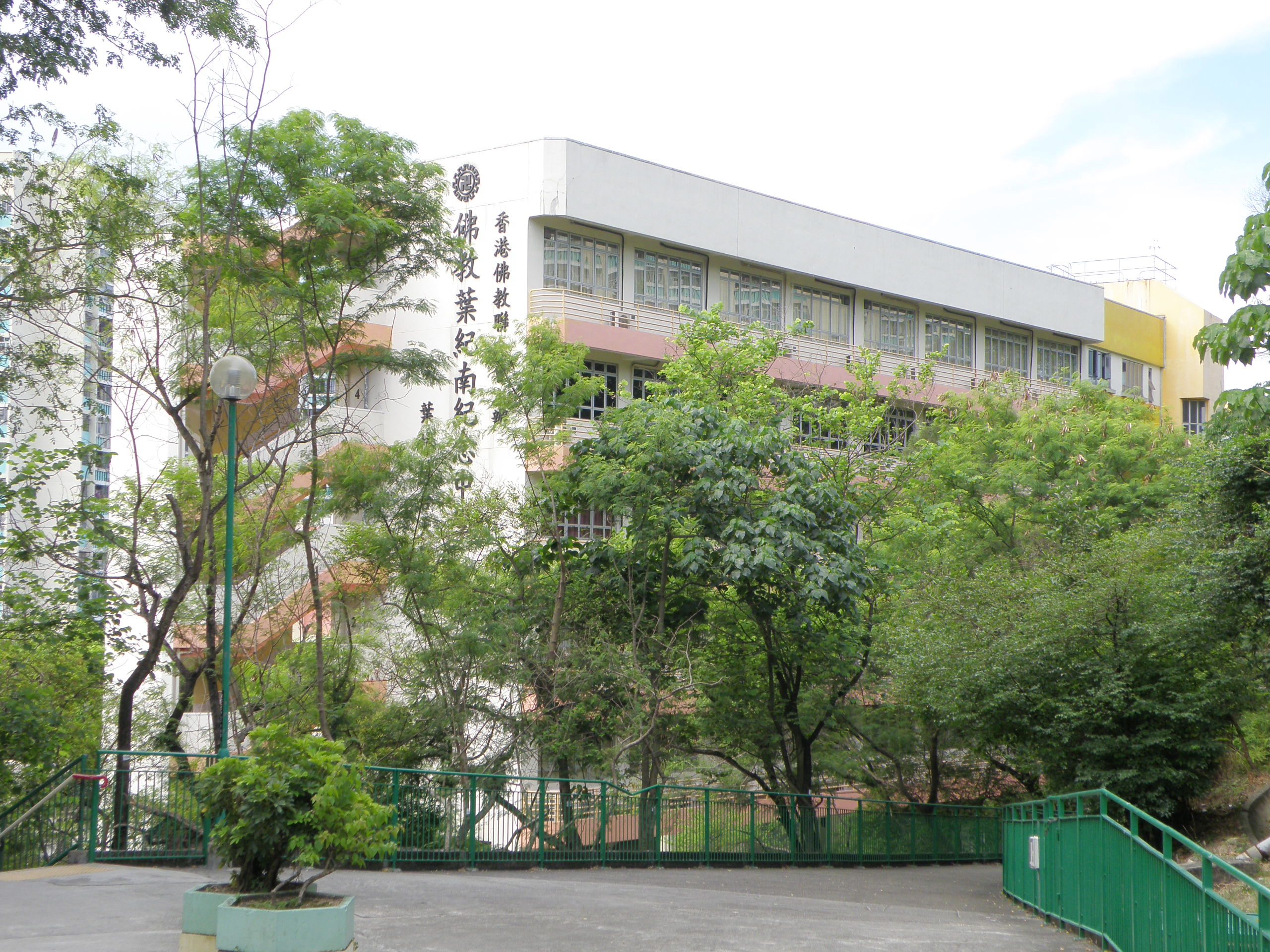
佛教葉紀南紀念中學南面

佛教葉紀南紀念中學（英語：Buddhist Yip Kei Nam Memorial College，簡稱 葉紀南、葉中）是香港青衣一所政府資助文法中學，創辦於1978年9月，為青衣第一所中學（亦是房委會代建的第一座中學校舍）。開校設備費用由澳門賭王葉漢先生慨捐100萬港元，故學校以其父葉紀南先生冠名以作紀念。葉漢善長更於1981年再慨捐港幣20萬元用作獎助學基金，以培育人才為目標。 近年學校再得多位善長捐款，獎助學基金累積至約50萬元。捐助善長包括慈祥法師、何德心校監及葉圍洲先生等。

## 辦學宗旨
秉承香港佛教聯合會的辦學宗旨，本著校訓「明智顯悲」的精神，為學生啟蒙，發揮學生的潛能，並以「德、智、體、群、美」五育培育學生正面的價值觀。
配合時代的需要，提供21世紀優質的教育，讓學生能在富啟發性及愉快學習的環境下，不斷地追求卓越，開拓國際視野，裝備學生成為社會未來的領袖。

## 學校設施
- 此校為一所連環型校舍，於1978年完工。
- 2005年學校改善工程完成後，擁有標準課室30間，禮堂1座，特別室22間。
- 校舍新、舊翼共擁有：有蓋禮堂1座(舊、新翼各1間)、室內禮堂(舊翼)、特別室(新翼，為極超迷你課室，一人伸出雙手已可碰到兩邊的牆)22間，包括：理科實驗室(舊翼)、電腦室[2](舊、新翼各1間)、家政室(舊翼)、金工室(舊翼)、木工室(舊翼)、美術室(舊翼)、音樂室(舊翼)、地理室(舊翼)、圖書館(舊翼)、學生活動中心(舊翼)、襌修室(新翼)、職員室(舊、新翼各1間)、英語角 / 空課室(舊翼)及多用途中心(新翼)等

全部均有空調設施。設有傷健人士專用設施(新翼，只有升降機)。

## 新高中課程規劃
- 已成立新高中發展委員會。
- 計劃開設13科選修科目。
- 擬給予新高中同學選修2至3科選修科目。
- 配合學生興趣和需要，提供較多選修科目的組合。
- 籌劃通識教育科的課程發展。

### 課程安排
| 學習課程                 | 課程內容 | 比重   |
| 核心科目（必修）         | - 中國語文 - 英國語文 - 數學 - 通識教育（新高中） | 45-55% |
| 選修科目（選修）         | - 倫理與宗教（新高中） - 中國歷史 - 地理 - 經濟（不以英語教授） - 歷史 - 旅遊與款待（旅遊及旅遊業） - 物理（不以英語教授） - 化學 - 生物 - 組合科學 - 企業、會計與財務概論（會計學原理） - 資訊及通訊科技 - AD藝術發展（視覺藝術） | 20-30% |
| 其他學習經歷（課外活動） | - 德育及公民教育 - 社會服務 - 與工作有關的經歷 - 體育 - 藝術（不是指選修科目中的AD） | 15-35% |

- 其中通識教育及倫理與宗教是新高中所推行的全新課程，它們目的是引發學生多角度思考
  - 通識教育是延伸於小學的常識及舊高中的經濟與公共事務
  - 倫理與宗教是分析倫理與宗教,與舊高中的佛學所帶出的理念有異曲同工之妙
- 舊高中的旅遊及旅遊業及會計學原理發展成旅遊與款待及企業、會計與財務概論
- 舊高中的佛學（核心科目）、附加數學、英文文書處理及商業通訊及設計與科技已被刪除
- 新高中課程中，學校加入數學延伸課程M1和M2
- 經濟及物理已經在第二屆新高中課程中轉為"以中文授課"

## 課外活動/聯課活動
- 40多個學會，包括學術、興趣、體藝及服務4大類別。
- 四社[3]經常舉辦不同類型的比賽。
- 各科舉辦不同型式的聯課活動。

## 著名/傑出校友
- 徐菁遙：香港女藝人
- 黃志基：香港大學李嘉誠醫學院藥理及藥劑學系主任
- 曾建中：遊戲神魔之塔創辦人
- 霍祺昌：前香港跆拳道代表隊成員、前香港浸會大學體育及康樂管理系二級講師
- 冼豪輝： 前葵青區議會議員
- 阮嘉敏：香港女藝人，無綫電視旗下演員，2016年度香港小姐競選十強 (2008年中五畢業)
- 吳卓蔚：香港女子足球代表隊及愉園女子足球隊守門員 (2015年畢業)[4]

## 外部連結
- 佛教葉紀南紀念中學網頁* （页面存档备份，存于）